# Famille de La Barre de Nanteuil
Pour les articles homonymes, voir De La Barre.
La famille de La Barre de Nanteuil est une famille de la noblesse française subsistante.

## Histoire
Gustave Chaix d'Est-Ange (1863-1923) écrit en 1904 qu'un jugement de maintenue de noblesse rendu le 13 décembre 1668 faisait remonter la filiation de cette famille à Pierre de La Barre, écuyer, qui vivait en 1537 et suggéra alors un rapprochement avec un homonyme qui aurait été anobli en 1527. Toutefois, en 1910, le même auteur corrigea la confusion qu'il avait faite six ans plus tôt : « Il est observé dans l'un des manuscrits des jugements de maintenue de noblesse de M. de La Gallissonnière, conservés au Cabinet des Titres, qu'un Pierre de La Barre obtint le 6 février 1527 des lettres de sceau et non pas des lettres d'anoblissement comme il a été dit par erreur dans la notice consacrée à la famille de La Barre de Nanteuil. Ces lettres, dont on trouvera le texte tout au long dans les Carrés d'Hozier, étaient des lettres d'abréviation d'assises. Leur obtenteur était ce même Pierre de La Barre, écuyer, demeurant aux Andelys, décédé en 1540, auquel le jugement de maintenue de noblesse de 1668 fait remonter la filiation suivie de la famille de La Barre de Nanteuil. Le testament de son fils, Nicolas de La Barre, conservé dans les Carrés d'Hozier, apprend qu'il était lui-même fils d'un noble homme Renault de La Barre, écuyer, qui reçut un aveu le 3 février 1458. C'est donc à celui-ci que remonte dans la réalité la filiation de la famille de La Barre de Nanteuil. ».
Le généalogiste Régis Valette fait remonter la filiation noble de cette famille à l'année 1458.

## Personnalités

### Personnalités non rattachées à la filiation prouvée
Parmi les La Barre présents dans les environs des Andelys au Moyen Âge, sont notamment connus :
- Osmond Ier de La Barre, bourgeois d'Andely qui déposèrent à propos des droits de régale appartenant aux archevêques de Rouen, vers 1210[4]. Son fils Macé de La Barre est cité dans une charte passée le 5 décembre 1260 au Petit-Andely, en faveur des religieux de Sancerre, par Jehan de Grainville ainsi que Guillaume Le Borgne et Alice, sa femme, tous deux habitants d’Andely[5].
- Raoul Ier de La Barre, enquête sur les droits de messire Jehan de Trie († avant 1342), fils aîné de Mathieu III de Trie et de Jehanne de Vieuxpont, seigneur de Fontenay et sans doute aussi de Radeval, en forêt d'Andely[6].
- Jehan Ier de La Barre, receveur de la reine Blanche de Navarre (1331-1398), en la vicomté de Neufchâtel en 1380[7], et vicomte de Neufchâtel pour la reine Blanche le 19 novembre 1381[8],[9]. Toujours en charge le 6 avril 1382, Jehan de La Barre taxa des amendes pour le terme de Pâques de cette dernière année[10]
- Jehan II de La Barre, probablement fils du précédent, qui fut « commis par justice » à la charge de garde du scel des obligations de la vicomté de Neufchâtel, qu’il exerçait les 18 novembre 1414 et 19 mai 1416[11]. Le 19 avril 1421, Jehan de La Barre, probablement le même, était "lieutenant commis en la vicomté et ressort du Neuchastel de monsieur le bailly de Caux"[12]. Jehan II de La Barre fut présent aux assises qui se tinrent en cette ville le dernier jour de février 1423 ou 1424, en sa qualité de "substitut à Neuchastel, du procureur du roy au bailliage de Caux". Des lettres patentes données par le jeune Henri VI d'Angleterre, le 20 mars 1424 ou plutôt 1425, le mentionnent encore en possession de cette dernière charge[13].
- Nicolas Ier dit Colin Barres ou de La Barre, de même que messire Pierre de La Barre, francs-juges en la forêt du Neubourg en 1394, qui occupaient chacun un manoir en la paroisse de Calleville qui relevait de l'archidiaconé du Neubourg, au diocèse d'Évreux. La réunion de ces deux manoirs donna naissance au fief des Barres, qui devint par la suite la seigneurie proprement dite de La Haye-de-Calleville, aux mains des Graveron dès 1517.
- Colin de La Barre, peut-être le même qui se vit accorder la sergenterie de Lyons-la-Forêt, vacante par la mort de Pierre Marcel, par lettres du roi Charles VI de France datées du 8 mars 1401[14].
- Raoul II de La Barre, sergent de meubles à Gaillefontaine – paroisse de l'élection de Neufchâtel dont le château-fort fut la demeure du roi Charles IV –, qui suivit la fortune du roi Charles VII si bien que, considéré comme "unquore rebelle et desobeissant" par Henry V, roi d'Angleterre, il vit sa charge confisquée et donnée le 25 septembre 1419 à Simon de Maubuisson, qui avait manifestement été vicomte et receveur de Neufchâtel pour la reine Blanche de 1389 à 1394. Raoul II de La Barre vivait encore à Gaillefontaine en 1436[15].

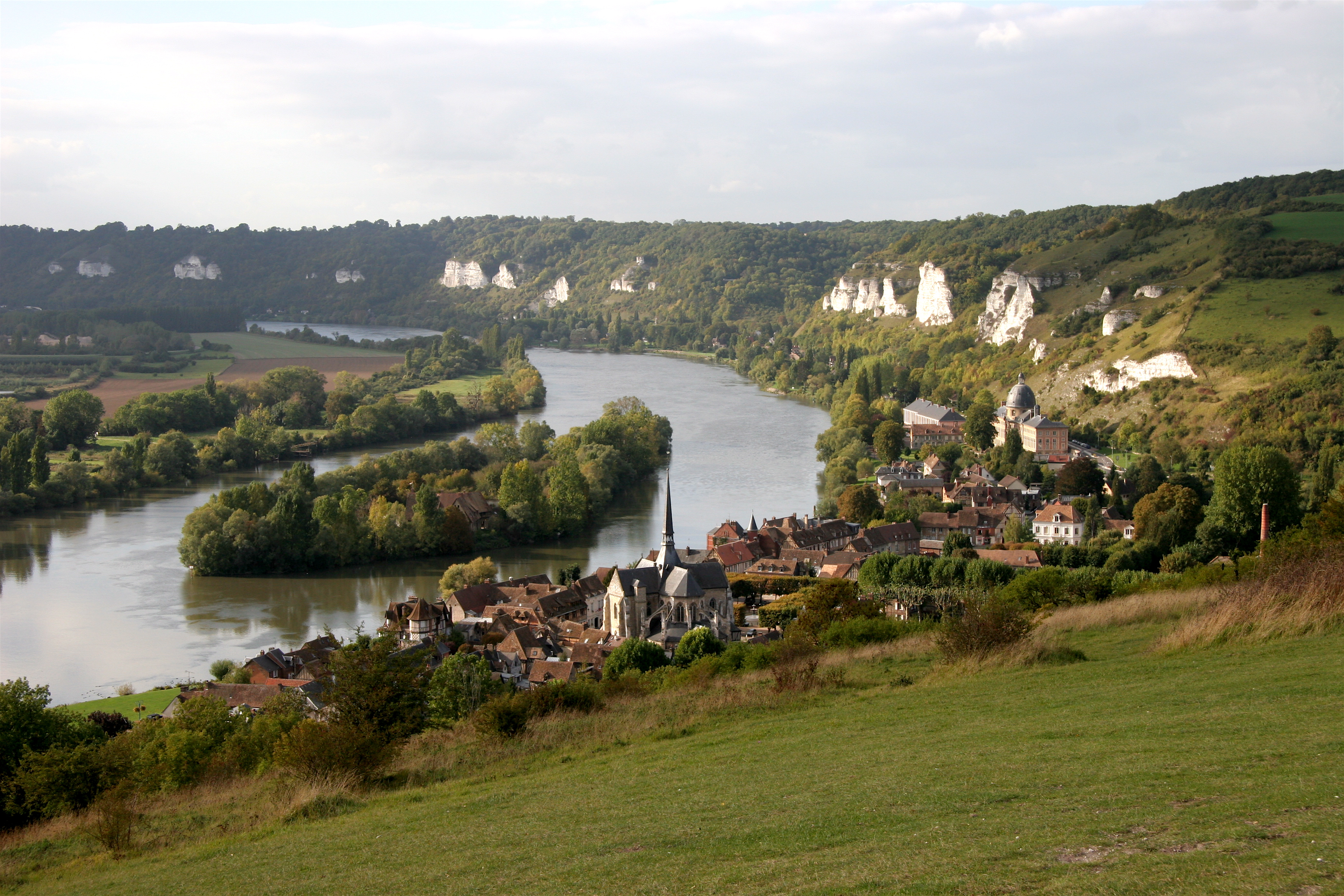
Vue du Petit-Andely depuis la forteresse de Château-Gaillard.

### Filiation prouvée
La filiation prouvée remonte à Regnault Ier de La Barre, qualifié « noble homme » et « escuier » dans deux aveux qui lui furent rendus le 3 février 1458 par Robert II Le Pelletier († après 1481) qui fut lui-même anobli en 1468, acquit le fief de Bonnemare à Farceaux avant 1475, et fut l'ancêtre des Le Pelletier de Longuemare.

#### Renaissance
De Regnault Ier de La Barre et de son épouse, probablement née Le Séneschal (« d’or, à une bande de sable »), naquirent plusieurs enfants dont Jehan III, qui suit, et Pierre Ier, qui suivra :
- Jehan III de La Barre (avant 1502 - après 1530), titré "escuier" en des lettres du greffe de la cour et parlement de Rouen datées du 22 avril 1523 et signées de la main de Jehan Surreau, écuyer, seigneur de Farceaux et Bois-Héroult[17], occupa lui-même la charge lucrative de garde-du-scel en la châtellenie d’Andely, de 1525 à 1531[18].
- Pierre Ier de La Barre (avant 1506 - entre 1540 et 1548), frère du précédent, titré « escuyer » en des lettres d’abréviation expédiées en la chancellerie du parlement de Rouen le 6 février 1527, signées par le conseiller B. Garin, fit partie des habitants d’Andely qui firent appel le 27 août 1527 devant la cour dudit parlement au sujet d’une sentence rendue par le lieutenant du bailli de Gisors et permettant à Jehan Le Prévost, marchand de Paris, de commercialiser ses vins à Andely[19]. Il avait épousé avant 1517 Jehanne de La Barre († après 1540), probablement sa parente. Ils sont les ancêtres de la famille à laquelle est consacré cet article.
- « Haut et puissant seigneur messire » Nicolas III de La Barre (ca 1550 - ca 1605), petit-fils de Pierre Ier, écuyer, seigneur de Nanteuil et du Mesnillet, homme d’armes de la Cie de Charles Ier d'Aumale (1555-1631), en 1572, fut nommé gouverneur de la forteresse de Château-Gaillard en 1592 et commandant d'une compagnie d'infanterie de 100 hommes d’armes par brevet du roi Henri IV de France daté du 10 janvier 1593[20].

#### XVIIesiècle
- Charles II de La Barre (1614-1681), écuyer, seigneur de Nanteuil et du Ménillet, nommé capitaine d’une compagnie au régiment de Roncherolles-Infanterie par brevet du 23 janvier 1630[21], et marié par contrat passé le 23 février 1647 par devant le notaire de Vernon[21] à Anne de Caradas (...-1669), fut déchargé des poursuites faites à son encontre à l'effet de la taxe des droits de franc-fief et obtint mainlevée sur son fief de Nanteuil autrement dit Le Mesnil-des-Planches, en « sa qualité de noble d'ancienne race », par arrêt rendu le 27 novembre 1655 par les commissaires de la chambre établie par le Roi pour la recherche des droits de francs-fiefs, nouveaux acquêts et amortissements dus à Sa Majesté en la province de Normandie, et signé Morin[21].
- Pierre IV de La Barre (1629 ou 1632-1704), écuyer, seigneur du Ménillet, sieur de Léomesnil à Boisemont en 1648-1654, marié par contrat passé le 15 avril 1663 à Suzanne Aprix de Vimont (ca 1638-1686), fut maintenu en sa noblesse par jugement rendu le 13 décembre 1668[22] par Jacques Barrin, marquis de La Galissonnière, intendant de Rouen.

#### XVIIIesiècle

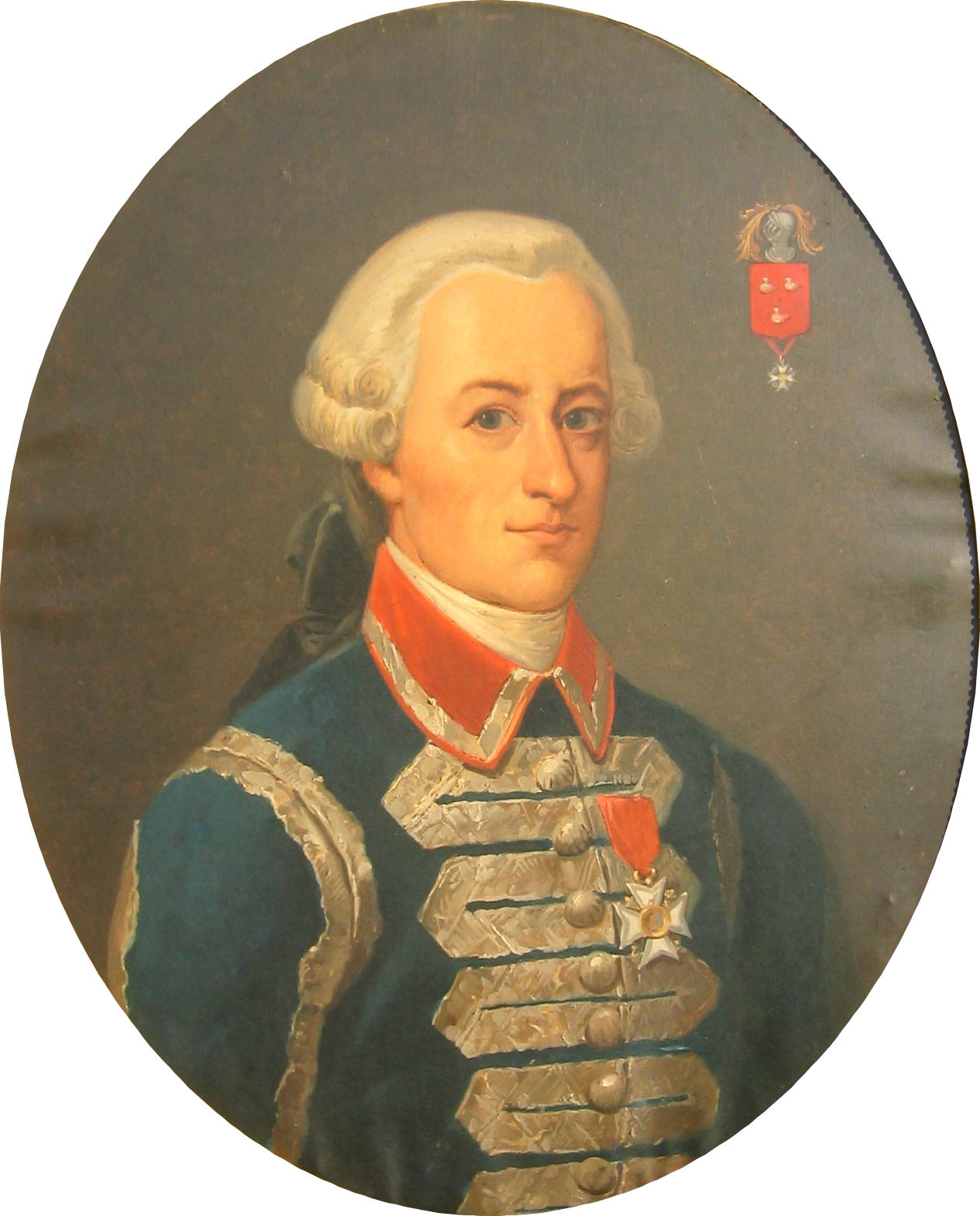
Portrait armorié, en buste, de Raoul IV de La Barre de Nanteuil (1743-1833), huile sur toile, École française du XVIIIe siècle, coll. part.

Issu de Nicolas III à la troisième génération, voici le dernier ancêtre commun de tous les La Barre de Nanteuil qui vivent actuellement :
- Joachim, Jean, Pierre, Raoul IV de La Barre de Nanteuil (Les Andelys, 29 juin 1743 - ibidem, 20 août 1833), chef de nom et d'armes de sa famille, page de la reine Marie Leszczyńska (1757-1759), cornette au régiment Royal-Cravates en la Cie de Roncherolles (1759-1761), garde du corps du roi Louis XV en la Cie de Montmorency-Luxembourg (1762-1771), lieutenant des maréchaux de France du duché de Gisors (1772-1789), chevalier de Saint-Louis en 1783, fut en 1790 le premier maire élu des Andelys et le premier président du conseil général de l'Eure[23]. Après avoir servi à  l'armée des Princes à Coblence, il reprit du service comme garde du corps du roi Louis XVIII à la Cie de Croÿ d'Havré en 1814. Nommé chevalier de la Légion d'honneur en 1815, il servit l'année suivante comme colonel de la IIe légion de la garde nationale de l'arrondissement des Andelys[24].

#### XIXesiècle
Au siècle suivant, parmi les descendants de Raoul IV de La Barre de Nanteuil, se sont notamment distingués :
- Louis, Eustache, Théodore II de La Barre de Nanteuil (Saint-Domingue, avant 1802 - Port-Louis, île Maurice, avril 1871), chef de nom et d'armes de sa famille, avocat en l'Île Maurice, substitut du procureur du roi, docteur en droit, bâtonnier de l'ordre des avocats en la cour royale de l'île Bourbon (aujourd'hui La Réunion), auteur d'un manuel de droit local intitulé Législation de l'Île Bourbon. Répertoire raisonné des lois, ordonnances royales, ordonnances locales, décrets coloniaux, règlements, arrêtés d’un intérêt général, en vigueur dans cette colonie (Paris : Jean-Baptiste Gros) imprimé en trois volumes grands in-8° et dédié le 25 mars 1843 à son beau-frère le commissaire général - ordonnateur Achille Bédier de Prairie (1791-1865)[25] ainsi qu’à Charles-Ogé Barbaroux (1792-1867)[26], alors procureur général de l'île Bourbon.
- Louis, Charles, Raoul de La Barre de Nanteuil (1825-1871), dit le comte de Vernay
- Charles-Alfred de La Barre de Nanteuil (Bernay, 11 novembre 1817 - Inkerman, 5 novembre 1854), saint-cyrien de la promotion "de Constantine", lieutenant au 64e régiment d'infanterie de ligne en 1848-1850, capitaine au 3e régiment de zouaves en 1854, chevalier de la Légion d'honneur, mort pour la France lors de la campagne de Crimée[27].
- Alfred Ier, Laurent, Justin de La Barre de Nanteuil (La Fargeville, État de New York, 8 août 1839 - Lorette, Italie, 18 septembre 1860) s’engagea parmi les 280 zouaves pontificaux qui, sous les ordres du général Christophe de Lamoricière (1806-1865), défendirent les États du Saint-Siège menacés par les troupes du général Giuseppe Garibaldi (1807-1882) et par le Piémont-Sardaigne qui entendait unifier l'Italie sous la couronne de son roi Victor-Emmanuel II de Savoie (1820-1878). Portant déjà comme second prénom celui de Laurent, il choisit lors de sa confirmation celui d'un autre grand martyr : Justin. Comme en témoignent ses dernières lettres, Alfred eut l'intuition de sa mort et de celle du général-marquis Georges de Pimodan (1822-1860). Et, en effet, après avoir écouté la messe en l'église basilique Notre-Dame de Lorette, ils furent tous deux tués avec Arthur de Chalus[28], Joseph-Louis Guérin, Georges d'Héliand, Léopold de Lippe, Alphonse Ménard et Félix de Montravel, sur le champ de bataille de Castelfidardo[29],[30].

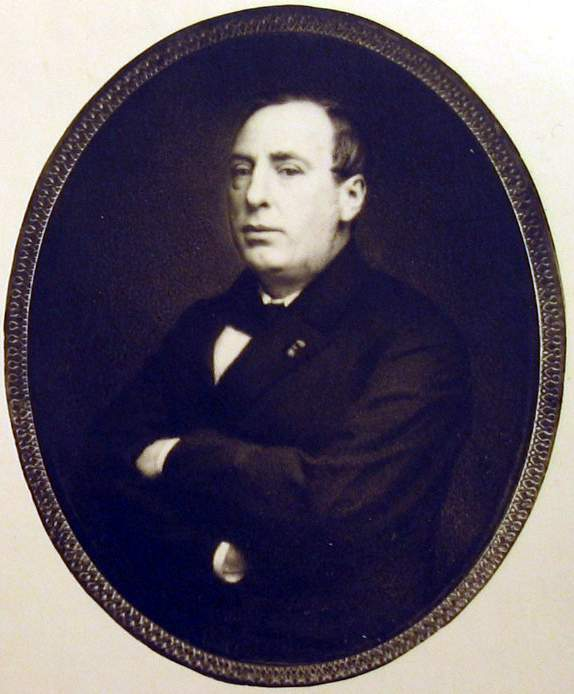
Théodore II de La Barre de Nanteuil (avant 1802 - 1871), bâtonnier en la cour de l'île Bourbon.
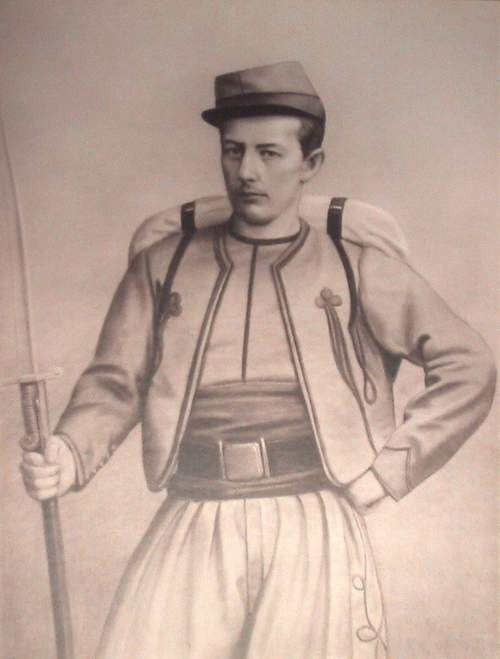
Alfred Ier de La Barre de Nanteuil (1839-1860) en uniforme de zouave pontifical en 1860.

#### XXesiècle
Parmi les nombreux porteurs, se sont notamment distingués :
- Alfred Adolphe Pie Joseph de La Barre de Nanteuil Le Flô (1877-1914), petit fils du général Adolphe Le Flô, ministre de la Guerre. Il entre dans la Marine en 1894, sera lieutenant de vaisseau (brigade des fusiliers marins), disciple fervent de Frédéric Le Play, ami de la première heure du colonel de Parseval, du général Récamier, du marquis de La Tour du Pin, un des plus anciens amis de l'Action française, mort pour la France[31]. Marié le 28 mai 1906 à Paris, avec Louise de Martimprey.
- Yvan de la Barre de Nanteuil , né le 7 avril 1896 à Alençon, décédé le 22 novembre 1973, lieutenant d'artillerie, chevalier de la Légion d'honneur, croix de guerre 1914-1918, croix de guerre 1939-1945[32].
- Hugues de La Barre de Nanteuil , 1916-1987, général de brigade, croix de guerre TOE, officier de la Légion d'honneur[33].
- Agnès de La Barre de Nanteuil (Neuilly-sur-Seine, 17 septembre 1922 - Paray-le-Monial, 13 août 1944), cheftaine de louveteaux, infirmière de la Croix-Rouge, agent de liaison de la Résistance à Vannes, dénoncée, arrêtée et torturée en déportation en gare de Paray-le-Monial, à l’âge de 22 ans, est à ce jour la seule femme à avoir donné son nom à une promotion d’élèves officiers de Saint-Cyr[34]. Sa mère était née Sabine Cochin (1899-1972), fille d'Henry Cochin, député du Nord. Après la Seconde Guerre mondiale, en récompense de son implication dans la Résistance, elle fut la première femme élue maire en France (à Vannes) mais refusa ce poste.
- Luc de La Barre de Nanteuil (Lhommaizé, 21 septembre 1925 - Verrières (Vienne), 14 août 2018), conseiller des Affaires étrangères et sous-directeur à la direction Afrique-Levant en 1964, fut le représentant permanent de la France auprès de l’Union européenne de 1977 à 1981, auprès de l'Organisation des Nations unies à New York de 1981 à 1984 où, à ce titre, il présida le conseil de sécurité de l'ONU, et de nouveau auprès de l'Union européenne de 1984 à 1986. Ensuite ambassadeur de France au Royaume-Uni en 1990 avant de présider le groupe de presse français "Les Échos".

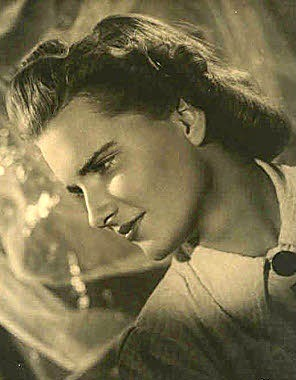
Agnès de La Barre de Nanteuil (1922-1944), résistante française

## Titres portés
Raoul de La Barre de Nanteuil présenta en 1816 une pétition au roi Louis XVIII, où il exposait ses droits au titre de comte et le désir d'obtenir ce titre héréditaire, « non par majorat mais par grâce spéciale émanant de sa bonté ». Dans un brevet daté du 17 juillet 1816 par lequel le roi de France lui conférait le grade de chef de bataillon en retraite, le roi le qualifia de « comte » sans toutefois lui conférer officiellement le titre sollicité.
Les membres de la famille de La Barre de Nanteuil portent depuis un titre de courtoisie de « comte » que les branches cadettes déclinent en « vicomte » et « baron ».

## Armoiries portées
- Blason : "de gueules, à trois merlettes d’argent, posées 2 en chef et 1 en pointe."[37]
- Timbre : "un casque d’argent, taré de front, fourré de gueules et ouvert de 5 grilles d’or."
- Couronne : "de comte, qui est d’or, garnie de pierreries et grêlée de 9 perles d’argent."
- Cimier : "un masque de léopard d’or."[38]
- Lambrequins : "de gueules doublés d’argent."
- Supports : "deux lions regardants d’or, lampassés de gueules."
- Terrasse : "de sinople."
- Devise : "Veritas liberavit et servabit, c’est-à-dire La Vérité vous a rendus libres et vous sauvera."[39]

## Alliances
Les principales alliances de la famille de La Barre de Nanteuil sont : Le Pelletier de Longuemare (1548), Grouchy (1597), Feuguerolles de Cantelou (1611), Caradas du Héron (1647), Aprix de Vimont (1663), Deschamps de La Londe (1711 & 1714), Le Moine de Boisgaultier d'Abancourt (1741), Allorge de Gamaches (1747), Hallé de Rouville (1777), Cadusch (1789 & 1789), Margeot de Saint-Ouen (1837), Saint-Martin de Tourempré (1850), Prudhomme (1854), de Parcevaux (1858), Le Flô (1876), Chalus (1876), Graveron (1878), Binet de Boisgiroult de Sainte-Preuve (1897), de Martimprey (1906), Andía-Irarrázabal (1907), de Poulpiquet du Halgouet (1907), de Saint-Just d'Autingues (1923), Cochin (1921), Bizemont (1924), Curial (1946) du Plessis de Grenédan (1934 & 1971), Lefebvre de Laboulaye (1946), de Bousies-Borluut (1948), Henrys d'Aubigny d'Esmyards (1950), Macé de Gastines (1953), Mercier du Paty de Clam (1953), Cochin, Mac Donald (1970), Chavagnac (1963), de La Gorgue de Rosny (1964 & 1968), de Charette de La Contrie (1977), Frerejean de Chavagneux (1975), Cossart d'Espiès (1977), Lascombes de Laroussilhe (1977), Lévêque de Vilmorin (1977), de Rarécourt de La Vallée de Pimodan, Rougé (1983), de Romanet de Beaune, d'Andigné (1985), Dagneau de Richecour, Chergé (1997), Sturdza (2009), Hervé-Gruyer.

## Fiefs possédés et implantations postrévolutionnaires
Dans le Vexin normand, les La Barre acquirent des religieux augustins des Deux-Amants deux fiefs sis à Bus-Saint-Rémy (Saint-Rémi ca 1564 et Vauguyon en 1575) puis aux Le Picard de Radeval six fiefs sis aux Andelys (Le Mesnillet 1572-1767, La Rivière 1600-1767, Le Mesnil-des-Planches-sur-Andeli ou Nanteuil[Information douteuse] 1599-1767, Radeval 1569-1572, Le Mesnil-Bellanguet 1762-1789, Feuquerolles 1780-1789) et enfin aux Roncherolles Les Buspins ou Daubeuf-de-Nanteuil à Daubeuf-près-Vatteville (1789-ca 1815).

Enfin, en métropole, ils passèrent également au Pays de Caux où ils possédèrent dès 1797 le manoir seigneurial de L'Écluse et le château d'Écultot à Criquetot-l'Esneval ; en Lieuvin où ils possédèrent le château du Parc à Grand-Camp (1854-1959) ; dans le Boulonnais où ils possédèrent l'hôtel de Saint-Martin, actuelle bibliothèque municipale de Boulogne-sur-Mer (1850-1913), et le château du Denacre à Wimille (1893-1901) ; dans le Perche-Gouet où ils possédèrent les châteaux de La Chevallerie en Arçonnay (1866 - ca 2010), de Maleffre à Saint-Paterne (1866-2020) et de Moire à Coulombiers (Sarthe) (de 1866 à nos jours) ; en Bretagne où ils possèdent le château du Nec'Hoat à Ploujean depuis 1876 ; dans la vallée de l'Eure où ils possédèrent le château du Valtier à Hondouville (1878 - ca 1980) et celui de La Chapelle-du-Bois-des-Faulx (de 1870 à nos jours) ; en Poitou où ils possèdent le château de La Forge de Verrières à Lhommaizé depuis 1920 ; et enfin en Picardie où ils possèdent le château de Sorel à Orvillers-Sorel depuis 1941.[réf. nécessaire]